# .ml
.mlは国別コードトップレベルドメイン（ccTLD）の一つで、マリに割り当てられている。
かつてはオランダのレジストラFreenomが.mlドメインを管理しており、無料で登録できるサービスを提供していた。しかしドメインの不正利用が絶えないことからMetaがFreenomを訴えた結果、2023年3月には同社の管理下にある5つのトップレベルドメイン（.cf：中央アフリカ共和国、.ga：ガボン、.gq：赤道ギニア、.ml：マリ共和国、.tk：トケラウ）への新規登録が停止され、最終的には契約が打ち切られた。
2023年7月に監理団体がFreenomとの契約を終了し、FreenomからAgence des Technologies de l’Information et de la Communication(AGETIC)に移行した。それまでにFreenomが管理していた時のデータは.gaと同様有料契約がされていたもののみAGETICのデータベースに移行されたため、数多くの.mlドメインが削除された。

## 第二レベルドメイン
- .com.ml: 商業機関
- .net.ml: インターネットサービスプロバイダ
- .org.ml: 国際組織
- .edu.ml: 学校
- .gov.ml: 政府機関
- .presse.ml: 報道機関